# Rollhockey-Weltmeisterschaft 1966
Die Rollhockey-Weltmeisterschaft 1966 war die 17. Weltmeisterschaft in Rollhockey. Sie fand vom 11. Mai bis zum 20. Mai 1966 in São Paulo statt. Organisiert wurde das Turnier von der Fédération Internationale de Roller Sports.
Die zehn teilnehmenden Mannschaften spielten im Liga-System gegeneinander.
Es wurden 45 Spiele gespielt, in denen 284 Tore erzielt wurden. Sieger des Turniers wurde Spanien. Es war Spaniens fünfter Titel.

## Teilnehmer
Am Turnier nahmen folgende elf Mannschaften teil:
| 6 aus Europa | Schweiz | Spanien (Titelverteidiger) | Portugal | Italien | Niederlande | England |  |

| 3 aus Südamerika | Argentinien | Chile | Brasilien (Gastgeber) |  |

| Eine aus Nordamerika | Vereinigte Staaten (Erstteilname) |  |

## Liga
| Mannschaften       | Chile | England | Vereinigte Staaten | Brasilien | Portugal | Niederlande | Schweiz | Italien | Argentinien | Spanien 1945 |
| ------------------ | ----- | ------- | ------------------ | --------- | -------- | ----------- | ------- | ------- | ----------- | ------------ |
| Chile              | -     |         |                    |           |          |             |         |         |             |              |
| England            | (3:2) | -       |                    |           |          |             |         |         |             |              |
| Vereinigte Staaten | (1:2) | (6:5)   | -                  |           |          |             |         |         |             |              |
| Brasilien          | (2:5) | (2:6)   | (2:0)              | -         |          |             |         |         |             |              |
| Portugal           | (9:0) | (11:1)  | (13:2)             | (10:0)    | -        |             |         |         |             |              |
| Niederlande        | (5:6) | (5:0)   | (2:4)              | (3:1)     | (2:9)    | -           |         |         |             |              |
| Schweiz            | (6:3) | (5:2)   | (2:4)              | (2:1)     | (0:2)    | (2:6)       | -       |         |             |              |
| Italien            | (1:1) | (6:4)   | (3:2)              | (4:0)     | (1:1)    | (4:3)       | (2:4)   | -       |             |              |
| Argentinien        | (6:2) | (5:0)   | (2:0)              | (2:0)     | (0:5)    | (6:3)       | (2:2)   | (2:2)   | -           |              |
| Spanien            | (9:0) | (6:1)   | (8:0)              | (2:1)     | (1:0)    | (5:3)       | (6:4)   | (4:1)   | (5:0)       | -            |

### Tabelle
| Pl. | Team               | Sp | S | U | N | Tore  | Diff | Punkte |
| --- | ------------------ | -- | - | - | - | ----- | ---- | ------ |
| 1   | Spanien            | 9  | 9 | 0 | 0 | 46:10 | +36  | 18     |
| 2   | Portugal           | 9  | 7 | 1 | 1 | 60:7  | +53  | 15     |
| 3   | Argentinien        | 9  | 5 | 2 | 2 | 25:19 | +6   | 12     |
| 4   | Italien            | 9  | 4 | 2 | 3 | 24:20 | +4   | 11     |
| 5   | Schweiz            | 9  | 4 | 1 | 4 | 27:28 | −1   | 9      |
| 6   | Chile              | 9  | 3 | 1 | 5 | 21:42 | −21  | 7      |
| 7   | Vereinigte Staaten | 9  | 3 | 0 | 6 | 19:39 | −20  | 6      |
| 8   | Niederlande        | 9  | 3 | 0 | 6 | 31:37 | −6   | 6      |
| 9   | England            | 9  | 2 | 0 | 7 | 22:48 | −26  | 4      |
| 10  | Brasilien          | 9  | 1 | 0 | 8 | 9:34  | −25  | 2      |